# Ibrahima Diallo (microbiologiste)
Pour les articles homonymes, voir Ibrahima Diallo et Diallo.
Ibrahima Diallo est né le 19 juillet 1952 à Kolda en Casamance au Sénégal. Il est professeur de microbiologie, d'anatomie, de la physiologie et de la zoologie à l’Université de Saint-Boniface, membre fondateur de la section régionale Acfas-Manitoba depuis 1988.
Il est doyen de la faculté des arts et des sciences de l'Université de Saint-Boniface de 2000 à 2010.

## Biographie
Originaire du Sénégal, Ibrahima Diallo est arrivé en 1984 au Manitoba. Un an plus tard, le vétérinaire de formation, détenteur d’un diplôme postdoctoral, entamait son parcours à l’Université de SaintBoniface en tant que laborantin et chargé de cours en microbiologie. Il a gravi peu à peu les échelons et, en 1998, est devenu professeur titulaire, en sciences expérimentales à la faculté des arts et à la faculté des sciences de l’USB. Il a par la suite occupé le poste de doyen de ces mêmes facultés de 2000 à 2010,.
Diallo a siégé dans le comité directeur du sommet des communautés francophones et le conseil consultatif du Musée canadien des droits de la personne. Il a également fondé et présidé un organisme aidant à l’intégration des nouveaux arrivants au Manitoba l’amicale de la francophonie multiculturelle au Manitoba, et a présidé la société de la francophonie manitobaine de 2006 à 2011, devenant le premier président issu de l’immigration. Diallo a aussi présidé le conseil de l’immigration du Manitoba et la table nationale de concertation communautaire en immigration francophone, de la fédération des communautés francophones et acadienne (FCFA) du Canada,.
Il a été conseiller scientifique pour les Productions Rivard, dans le cadre d’une série documentaire éducative de 26 épisodes, Unique au monde, traitant de la faune de l’ouest et du grand nord, produite pour la télévision francophone en Ontario (TFO). De plus, il a animé l’émission de vulgarisation scientifique Les Chroniques de la science, sur les ondes de RadioCanada Manitoba, et a représenté en 2018 l’ouest canadien au combat national des livres de l’émission radio-canadienne (Plus on est de fous, plus on lit!)
En 2006, Ibrahima Diallo est nommé président du conseil d'administration de la société franco-manitobaine (SFM).

## Prix et reconnaissances
- 2007ː Prix de reconnaissance décerné par le Dinamba Intercultural Association Of Manitoba pour la contributiuon exceptionnelle de la francophonie manitobaine et le services rendus aux communautés ethnoculturelles
- 2009: Ordre des francophones d’Amérique, prix décerné par le conseil supérieur de la langue française du gouvernement du Québec, pour sa contribution exceptionnelle à la francophonie.
- 2012ː Consul honoraire  du Sénégal à winnipeg[7],[8].
- 2012ː Médaille du jubilé de diamant de la Reine Elizabeth II, en raison des services exemplaires qu’il a rendus à la communauté francophone[5],[9]
- 2015ː Prix de reconnaissance de l'amicale de la francophonie multiculturelle  du Manitoba pour les services rendus à la communauté et à l'immigration.
- 2019: Mention de membre émérite de l'Acfas - Association francophone pour le savoir, pour sa contribution exceptionnelle à l'association[5].
- 2022ː Médaille du Jubilé de platine de la Reine Elizabeth II  pour services exceptionnelle rendus à la communauté et au pays[9]